# Mile End Ground
Mile End Ground, auch Mile End Sporting Ground, war ein Stadion im maltesischen Ort Pietà, das zwischen 1912 und 1922 das wichtigste Fußball-Stadion in Malta war.

## Vorgeschichte
Bei seiner Einführung in den 1880er Jahren wurde der Fußballsport in Malta zunächst in der Inselhauptstadt Valletta auf einem an der Porte des Bombes gelegenen Feld namens Blue Ditch ausgetragen. Etwas später entstand mit dem Floriana Parade Ground in der westlich von Valletta gelegenen Vorstadt Floriana ein weiterer wichtiger Fußballplatz. Bei Einführung der maltesischen Liga in der Saison 1909/10 wurden die Spiele auf dem Lyceum Ground in Marsa ausgetragen, in der Saison 1910/11 auf dem National Ground und 1911/12 auf dem Athletic Ground.

## Geschichte
Weil alle bisher genutzten Spielplätze dem steigenden Zuschauerinteresse nicht mehr gewachsen waren, wurde in den ersten Tagen des Jahres 1912 der Mile End Ground eröffnet. Das Eröffnungsspiel wurde am 12. Januar 1912 zwischen den Mannschaften des King’s Own Malta Regiment und des Northamptonshire Regiment ausgetragen.
Der Mile End Ground diente von 1912/13 bis 1921/22 als Spielort der meisten Fußball-Erstligabegegnungen des Inselstaates und wurde in dieser Eigenschaft mit Eröffnung des Empire Sports Ground im November 1922 abgelöst. Vor seinem späteren Abriss diente der Mile End Ground noch bis Ende der 1930er Jahre als Austragungsstätte unterklassiger Liga- und Pokalspiele.